# پشمیسو دوم
پشِـمیسو دوم (لهستانی: Przemysł II؛ ‏Polish: [ˈpʂɛmɨsw] ()) دوک پوزنان ، لهستان بزرگ ، کراکوف و پومرلیا و نیز شاه لهستان از ۱۲۹۵ میلادی تا زمان مرگش بود. پس از یک دوره طولانی حکومت دوک‌های بزرگ ، پرزمیسل دوم نخستین فردی بود که لقب شاه اختیار کرد و لهستان را نیز به مرتبه یک پادشاهی رساند. او در ۱۲۹۶ میلادی با توطئه اشراف لهستان به قتل رسید.

## متصرفات
- ۱۲۷۷–۱۲۹۶ دوک پوزنان
- ۱۲۷۹–۱۲۹۶ دوک لهستان بزرگ
- ۱۲۹۰–۱۲۹۱ دوک کراکوف (لهستان کوچک)
- ۱۲۹۴–۱۲۹۶ دوک پومرانی شرقی
- ۱۲۹۵–۱۲۹۶ شاه لهستان